# Aadel Lampe
Aadel Lampe (Stranda, 10 de maio de 1857 – 1944) foi uma ativista dos direitos das mulheres, política liberal, professora de crianças surdas e sufragista norueguesa. Ela foi eleita suplente do Parlamento da Noruega em 1922, sendo uma das primeiras mulheres eleitas para o parlamento do país, e foi presidente da Associação Norueguesa pelos Direitos das Mulheres de 1922 a 1926.

## Biografia
Aadel Lampe nasceu em Stranda, Møre og Romsdal, Noruega. Seu pai, Claus Ernst Lampe, era pároco. Ela se formou como professora na Escola Hartvig Nissen em Christiania (hoje denominada Oslo), e passou a lecionar na instituição. Posteriormente Lampe trabalhou como professora na escola da professora Hedevig Rosing, voltada para o ensino de crianças surdas em Christiania.
Ela foi uma das primeiras líderes da Associação Norueguesa pelos Direitos das Mulheres e serviu como presidente da instituição de 1922 a 1926. Ela se juntou ao conselho da organização em 1895 e foi presidente durante os mandatos de 1899–1903 e 1912–1922, quando Fredrikke Marie Qvam e Randi Blehr eram presidentes.
Lampe era originalmente membro do Partido Liberal, mas posteriormente se filiou ao liberal-conservador Frisinnede Venstre, onde foi vice-membro da executiva nacional e membro do conselho da associação de mulheres do partido. Ao lado de Randi Blehr e Cecilie Thoresen Krog, ela foi cossignatária de uma carta ao governo nacional que pedia que as mulheres fossem admitidas no serviço público. Na eleição parlamentar de 1921 ela foi eleita suplente para o Parlamento da Noruega para o mandato 1922–1924, representando o círculo eleitoral de Christiania. Lampe foi uma das cinco mulheres eleitas para o parlamento, das quais quatro eram suplentes e uma, Karen Platou, foi a primeira mulher membro permanente do Parlamento da Noruega, representando o mesmo partido e círculo eleitoral que ela. Aadel Lampe morreu em 1944.